# Karl Zolper
Karl Zolper (Siegburg, 30 aprile 1901 – Viersen, 1º ottobre 1990) è stato un calciatore tedesco, di ruolo portiere.